# Asterope (okeanida)
Asterope (gr.  Αστεροπη trb. Asteropê) – w mitologii greckiej jedna z okeanid, córka tytana Okeanosa i tytanidy Tetydy. Jej i Zeusa synem był Akragas, król i założyciel miasta na południowym wybrzeżu Sycylii, które nazwano jego imieniem – obecnie Agrigento. Asterope była prawdopodobnie nimfą studni miejskiej, źródła lub fontanny.  
W mitologii greckiej występuje kilka postaci o imieniu Asterope.

## W kulturze
- Stefanos z Bizancjum, s. v. Akragantes